# Playas de Rosarito
Playas de Rosarito là một đô thị thuộc bang Baja California, México. Năm 2005, dân số của đô thị này là 73305 người.
Đây là một thành phố nghỉ mát ven biển ở bang Baja California của Mexico nằm khoảng 10 dặm về phía nam của biên giới Hoa Kỳ ở khu tự quản Rosarito Beach. Bãi biển và các câu lạc bộ khiêu vũ là các điểm đến phổ biến cho những người trẻ tuổi đến từ Hoa Kỳ trong những ngày cuối tuần Memorial Day và Labor Day. Bãi biển Rosarito là thủ phủ của khu tự quản Rosarito. Thành phố này là lớn thứ hai trong khu vực đô thị Tijuana bãi phía nam của khu vực đô thị quốc tế San Diego-Tijuana. Ngoài ra, nó là thủ phủ khu tự quản cực tây Mexico, hơi xa hơn về phía tây Tijuana, nằm trong đất liền phía bắc-đông bắc.